# Friedrich Kirchhoff (Unternehmer, 1859)
Friedrich Kirchhoff (* 12. Juli 1859 in Iserlohn; † 16. Oktober 1953 in Iserlohn) war ein deutscher Metallindustrieller und Unternehmer. 

## Leben und Wirken
Friedrich Kirchhoff wurde 1859 als Sohn des Fabrikmeisters Friedrich Kirchhoff (1833–1869) und Adolfine Kirchhoff geborene Wagner (* 1836) geboren. Nachdem er in Iserlohn das Realgymnasium besucht und dieses mit der mittleren Reife abgeschlossen hatte, begann er in dem Iserlohner Exportgeschäft Arnold Nörrenberg eine kaufmännische Ausbildung. Noch während der Lehre wechselte er 1879 in die Nadelfabrik Stephan Witte & Co. in Iserlohn. Nachdem er dort ab 1891 als Prokurist tätig gewesen war, wurde er 1894 Teilhaber. Von 1911 bis 1918 war er Alleininhaber. 1919 nahm Kirchhoff seine beiden Söhne Friedrich (1890–1978) und Hans (1893–1940) in das Unternehmen auf. Stephan Witte & Co. wurde zunächst eine offene Handelsgesellschaft (oHG), und im Januar 1938 folgte deren Umwandlung in eine Kommanditgesellschaft. Friedrich Kirchhoff zog sich aus der Unternehmensleitung zurück, blieb aber mit einer Einlage von rund 316.000 Reichsmark Kommanditist.
1898 gründete Friedrich Kirchhoff mit einem Freund in Oberhausen die Deutsche Babcock & Wilcox-Dampfkessel-Werke AG. 1912 wurde er deren Vorsitzender des Aufsichtsrates. Die Babcockwerke ließen 1934 am Haus Ortlohn in Iserlohn, Berliner Platz 12, für Friedrich Kirchhoff eine Gedenktafel anbringen.
1899 rettete Kirchhoff die „Gewerkschaft Wetterau“ Portlandzementfabrik Lengfurth am Main, deren Kuxe er 1922 an die Portland-Cementwerke Heidelberg-Mannheim-Stuttgart AG verkaufte.
Friedrich Kirchhoff war in vielfältigen Formen gesellschaftlich engagiert, insbesondere in der Wirtschaft, Bildung und sozialen Fürsorge. 1904 wurde er Vorstandsvorsitzender des Verbandes von Fabrikanten-Vereinen im Regierungsbezirk Arnsberg und in benachbarten Bezirken, 1921 zu dessen Ehrenvorsitzendem. 1909 gründete er die Arbeitsgemeinschaft der Betriebskrankenkassen von Iserlohn und Umgebung und leitete diese bis 1919. Danach war er bis 1956 Vorsitzender dieser Arbeitsgemeinschaft. Leiter der Berufsgenossenschaft der Feinmechanik und Elektrotechnik war er von 1911 bis 1913. Von 1916 bis 1925 war Kirchhoff Präsident der Industrie- und Handelskammer Iserlohn.
1915 rief Friedrich Kirchhoff die „Dr.-Ing. e. h. Friedrich Kirchhoff-Stiftung“ zur Förderung des Sprachenstudiums junger Kaufleute und künstlerischer und sportlicher Ausbildung von Schülern ins Leben. 1918 gründete er eine Beamten- und Arbeiter-Versorgungskasse. Auch gehörte er dem Verwaltungsrat des Deutschen Museums in München und dem Kuratorium der Universität Münster an.

## Ehrungen
- Ehrendoktor der Technischen Hochschule Karlsruhe (1927)[8]
- Gedenktafel am Haus Ortlohn in Iserlohn, Berliner Platz 12 (1934)
- Akademischer Ehrenbürger der Technischen Hochschule Karlsruhe (1951)[8]
- 1965 wurde in Iserlohn die Dieselstraße in der Iserlohner Heide in Friedrich-Kirchhoff-Straße umbenannt.[9]